# 普康公主 (唐宪宗)
普康公主（?—?），唐朝公主，是中国唐朝第十一代皇帝唐宪宗李纯的十八个女儿之一。她的生母不详，史书仅仅记载了她的封号普康公主，普康公主没到适婚年龄，就已经去世。